# Église Saint-Pierre de Boursay
Pour les articles homonymes, voir Église Saint-Pierre et Boursay.
L'église Saint-Pierre est une église catholique située à Boursay, en France.

## Localisation
L'église est située dans le département français de Loir-et-Cher, sur la commune de Boursay.

## Historique
L'édifice est inscrit au titre des monuments historiques en 1926, puis classé en 1958.